# Seznam kanadskih pevcev resne glasbe
Seznam kanadskih pevcev resne glasbe.

## B
- Measha Brueggergosman

## H
- Ben Heppner

## L
- George London

## P
- Theresa Plut

## S
- Léopold Simoneau
- Teresa Stratas

## V
- Jon Vickers